# Deniz Aytekin
Deniz Aytekin (Oberasbach, 1978. július 21.  –) német nemzetközi labdarúgó-játékvezető. Polgári foglalkozása internet manager.		

## Pályafutása

### Nemzeti játékvezetés
2004-ben DFB, 2006-ban 2. Bundesliga, 2008-tól 1. Bundesliga játékvezetője. Bundesliga mérkőzéseinek száma: 230. Bundesliga 2 mérkőzéseinek száma: 105.[forrás?]

### Nemzetközi játékvezetés
A Német labdarúgó-szövetség Játékvezető Bizottsága (JB) terjesztette fel nemzetközi játékvezetőnek, a Nemzetközi Labdarúgó-szövetség (FIFA) 2011-től tartotta nyilván bírói keretében. Több nemzetek közötti válogatott és klubmérkőzést vezetett, vagy működő társának 4. bíróként segített. FIFA JB besorolás szerint első kategóriás bíró. A német nemzetközi játékvezetők rangsorában, a világbajnokság-Európa-bajnokság sorrendjében többedmagával a 22. helyet foglalja el 4 (2014) találkozó szolgálatával. Válogatott mérkőzéseinek száma: 6 (2014).

#### Világbajnokság
A világbajnoki döntőhöz vezető úton Brazíliába a XX., a 2014-es labdarúgó-világbajnokságra a FIFA JB bíróként alkalmazta.

##### 2014-es labdarúgó-világbajnokság

###### Selejtező mérkőzés
| Időpont              | Helyszín                     | Mérkőzés típusa           | Mérkőzés                       | Eredmény | Nézők száma |
| -------------------- | ---------------------------- | ------------------------- | ------------------------------ | -------- | ----------- |
| 2012. szeptember 11. | Bilino Polje Stadion, Zenica | előselejtező (G. csoport) | Bosznia-Hercegovina–Lettország | 4 – 1    | 11 900      |
| 2013. március 22.    | Philip II Stadion, Szkopje   | előselejtező (A. csoport) | Macedónia–Belgium              | 0 – 2    | 15 947      |
| 2013. október 11.    | Karaiskakis Stadion, Pireusz | előselejtező (G. csoport) | Görögország–Szlovákia          | 1 – 0    | 21 067      |

#### Európa-bajnokság
Az európai labdarúgó torna döntőjéhez vezető úton Franciaországba a XV., a 2016-os labdarúgó-Európa-bajnokságra az UEFA JB játékvezetőként foglalkoztatta.

##### 2016-os labdarúgó-Európa-bajnokság

###### Selejtező mérkőzés
| Időpont             | Helyszín                 | Mérkőzés típusa           | Mérkőzés                    | Eredmény | Nézők száma |
| ------------------- | ------------------------ | ------------------------- | --------------------------- | -------- | ----------- |
| 2014. szeptember 7. | Groupama Aréna, Budapest | előselejtező (F. csoport) | Magyarország–Észak-Írország | 1 – 2    | 22 000      |

#### Nemzetközi kupamérkőzések

##### Európa-liga
| Időpont             | Helyszín                    | Mérkőzés típusa | Mérkőzés                     | Eredmény |
| ------------------- | --------------------------- | --------------- | ---------------------------- | -------- |
| 2012. augusztus 30. | Jan Breydel Stadion, Brugge | rájátszás       | Club Brugge KV–Debreceni VSC | 4 – 1    |